# Волоське (Дніпровський район)
Воло́ське (Волошське) — село в Україні, у Новоолександрівській сільській територіальній громаді Дніпровського району Дніпропетровської області. Населення за переписом 2001 року становило 1362 особи.

## Географія
Село Волоське розміщене на правому березі річки Дніпро в місці впадання в нього річки Мокра Сура, вище за течією на лівому березі річки Мокра Сура розташоване село Дніпрове, нижче за течією на відстані 2 км наявне село Майорка, на протилежному березі Дніпра — село Перше Травня. Біля с. Волоське, між порогами Сурським і Лоханським знаходиться скеляста гряда, яка відома у місцевих жителів під назвою «Стрільча Скеля».

## Археологія
Село має дуже давню історію. Люди селилися тут з часів давньої кам'яної доби. Біля Волоського багато пам'яток археології, включаючи поселення, могильники та могили.

## Назва і історія
Село засноване 1769 року як цивільне поселення Запоріжжя.
Давнє козацьке селище Волошське входило до складу Кодацької паланки.
Назва села походить від полонених волохів, захоплених запорізькими козаками у часи російсько-турецької війни під Очаковом (1770): «Волохи запорозькою партією у границях Оттоманської імперії минулого 1770 року полонені з-під Очакова при тому ж містечку багаточисельно поселені там, де річка Сура впадає у Дніпро».
Волохи прийшли зі своїм «духовним отцем й керівником» Ісаком Бицем й спочатку належали «за своїми духовними потребами» до Старокодацького церковного приходу. Згодом волошани збудували у себе дерев'яну церкву у 1780 році й одійшли од церкви Старого Кодаку.
Згідно з даними офіційної ревізії 1776 p., у Волоському були 221 двір та 23 бездвірні хати, а саме тільки доросле населення становило 1264 душі (650 чоловіків і 614 жінок).
На 1859 рік Волошське було державним селом. Тут було 470 подвір'їв, 1 православна церква, завод і мешкало 3151 особа.
Станом на 1886 рік у селі, центрі Волоської волості Катеринославського повіту Катеринославської губернії, мешкало 3600 осіб, налічувалось 650 дворових господарств, існували православна церква, школа, 3 лавки, відбувалось 2 ярмарки на рік.
За переписом 1897 року кількість мешканців зросла до 4912 осіб (2473 чоловічої статі та 2439 — жіночої), з яких 4865 — православної віри.
1989 року за переписом тут проживало приблизно 1500 осіб.
До 2005 року існував річковий причал.
Уздовж правого берега річки Сури і до самої Стрільчої скелі простяглось село Волоське, де живуть колишні

## Населення
Згідно з переписом УРСР 1989 року чисельність наявного населення села становила 1495 осіб, з яких 674 чоловіки та 821 жінка.
За переписом населення України 2001 року в селі мешкало 1356 осіб.

### Мова
Розподіл населення за рідною мовою за даними перепису 2001 року:
| Мова       | Відсоток |
| ---------- | -------- |
| українська | 92,29 %  |
| російська  | 6,53 %   |
| вірменська | 0,44 %   |
| молдовська | 0,37 %   |
| інші       | 0,37 %   |

## Економіка
- ТОВ «Стіл-Агро».
- База відпочинку «Барракуда».
- ФГ «Малик».

## Об'єкти соціальної сфери
- Школа.
- Дитячий садок.
- Фельдшерсько-акушерський пункт.
- Будинок культури.
- Клуб.
- Храм святого архистратига Михаїла Дніпропетровської єпархії Російської Православної Церкви в Україні
- Дитячий будинок сімейного типу.
- Дніпропетровська обласна благодійна організація «Сяйво веселки».

## Пам'ятки
- Музей української старовини
- Навпроти села були Дніпрові пороги — Сурський та Лоханський. Сучасне село є південним передмістям міста Дніпро.
- Поблизу села є геологічна пам'ятка природи місцевого значення Гранітні скелі.
- Катеринівська миля: у 1787 році російська імператриця Катерина II вирішила сама оглянути землі, придбані в результаті російсько-турецьких воєн. В Україні, по якій вона подорожувала з величезною помпою, її шлях був відзначений пам'ятними знаками, т. зв. катеринівськими милями, які збереглися в різних регіонах країни. Їх можна бачити у Преображенського собору в Дніпропетровську, у Ханського палацу в Бахчисараї, у дворі краєзнавчого музею в Старому Криму тощо. У села Волоське серед кукурудзяного поля збереглася, мабуть, сама справжня, не прикрашена і не реставрована Катеринівська миля. Вона складена з пошарпаних часом вапнякових блоків і дбайливо оберігається місцевими жителями.
- Пам'ятник «волоському горіху» відкритий восени 2017 року недалеко від офісу старости села.
- Раніше у селі існувала Волоська вишивка. Зразки представлені у Музеї української старовини. У селі вже так ніхто на жаль не вишиває. Як виявилося, вона така складна, що її важко відтворити.
- Курган Турчина могила
- Гранітний кар’єр

## Цікаві факти
У Волоському збереглися традиції молдавської та румунської кухонь, тут полюбляють кислі супи, голубці з квашеною капустою, різноманітну випічку.
«Варзарі – це такий пиріг з гарбузом, у нас кажуть – з кабаком. Вертута – прісне тісто типу листкового скручується в рулет і – в сковорідку, цукром посипається, випікається. Діда також варимо. Дід – це така каша з кукурудзяної крупи. Плацинди (плачинди) – із сиром, з картоплею, з капустою.

## Відомі особи
У селі народилися:
- Магро Петро Іванович (1918—2010) — український художник.
- Молдаван Григорій Михайлович (1930—2018) — український скульптор.
- Оксана Баюл — перша олімпійська чемпіонка незалежної України, яка наразі живе у США, також має коріння в цих краях.[9]

## Галерея

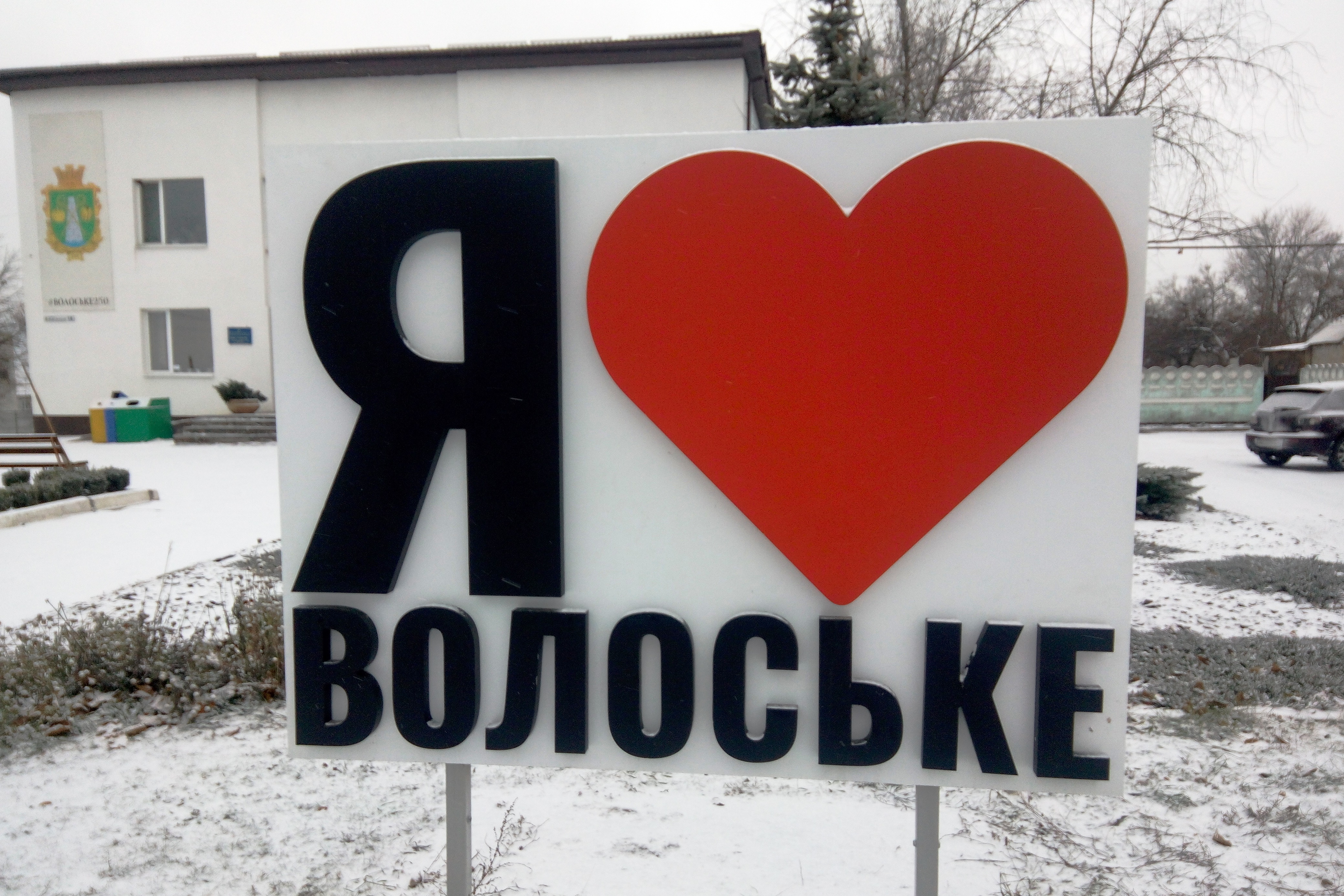
Артоб'ект "Я кохаю Волоське"
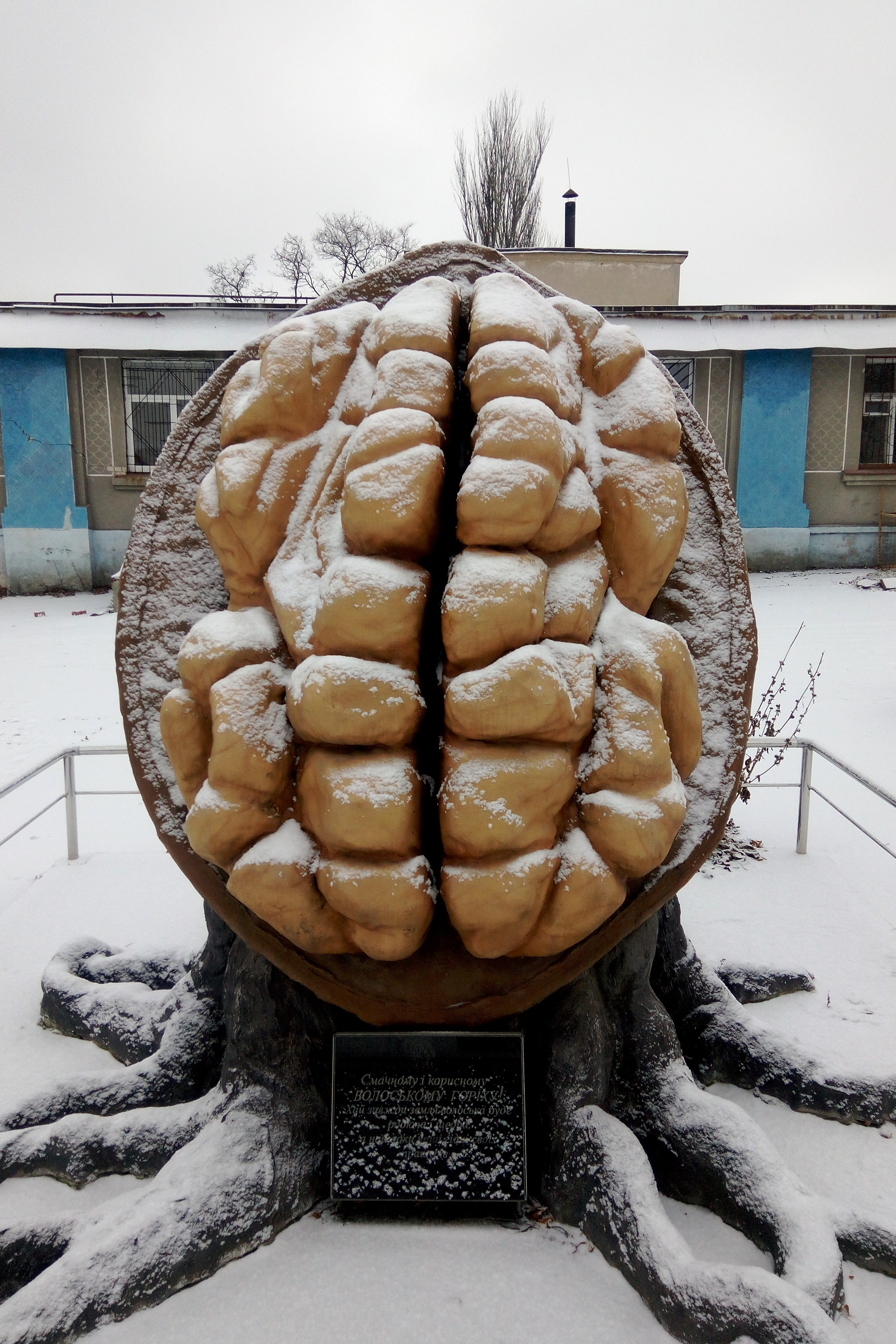
Пам'ятник волоському горіху
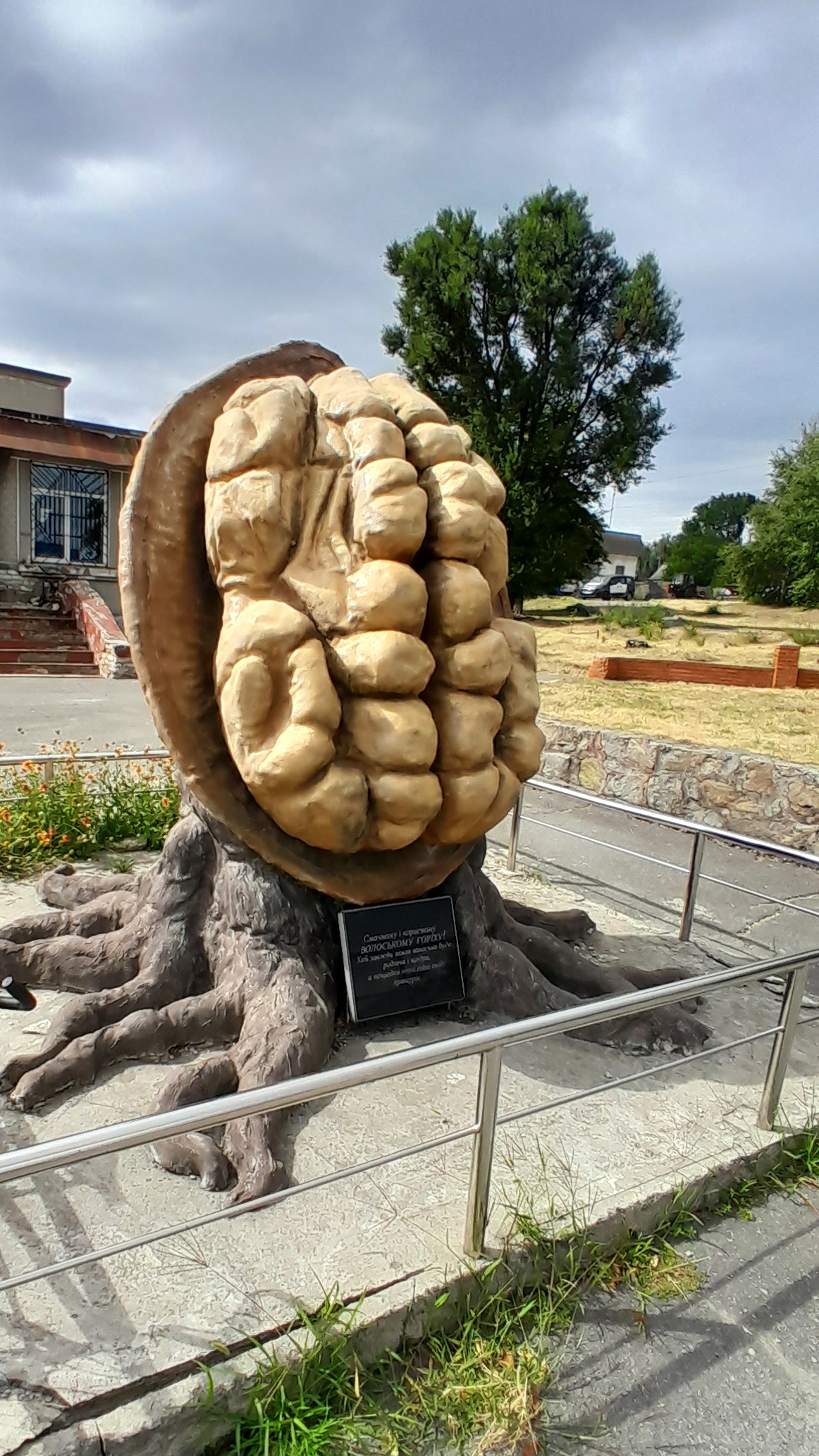
Пам'ятник Горіху
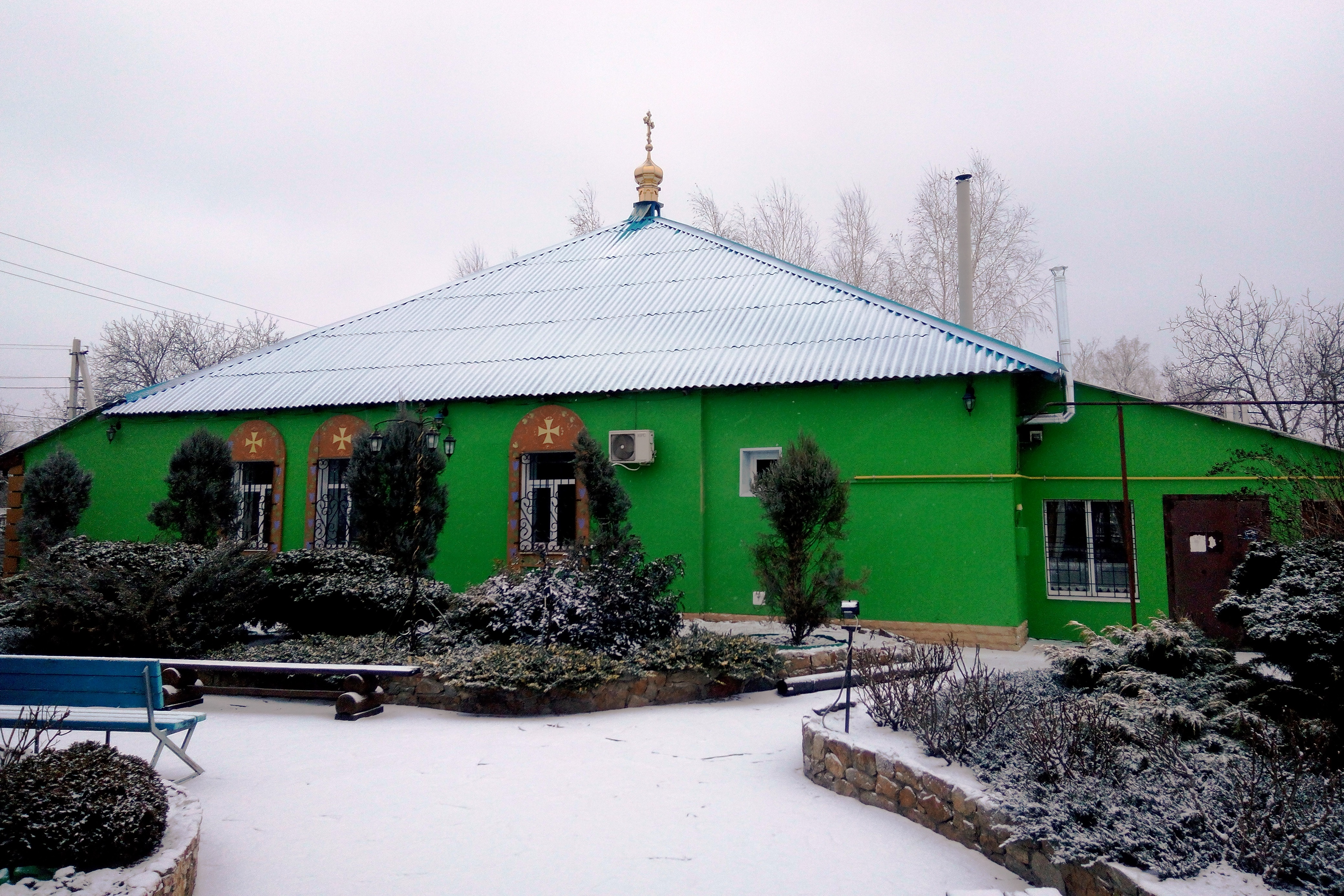
Храм святого архістратига Михайла
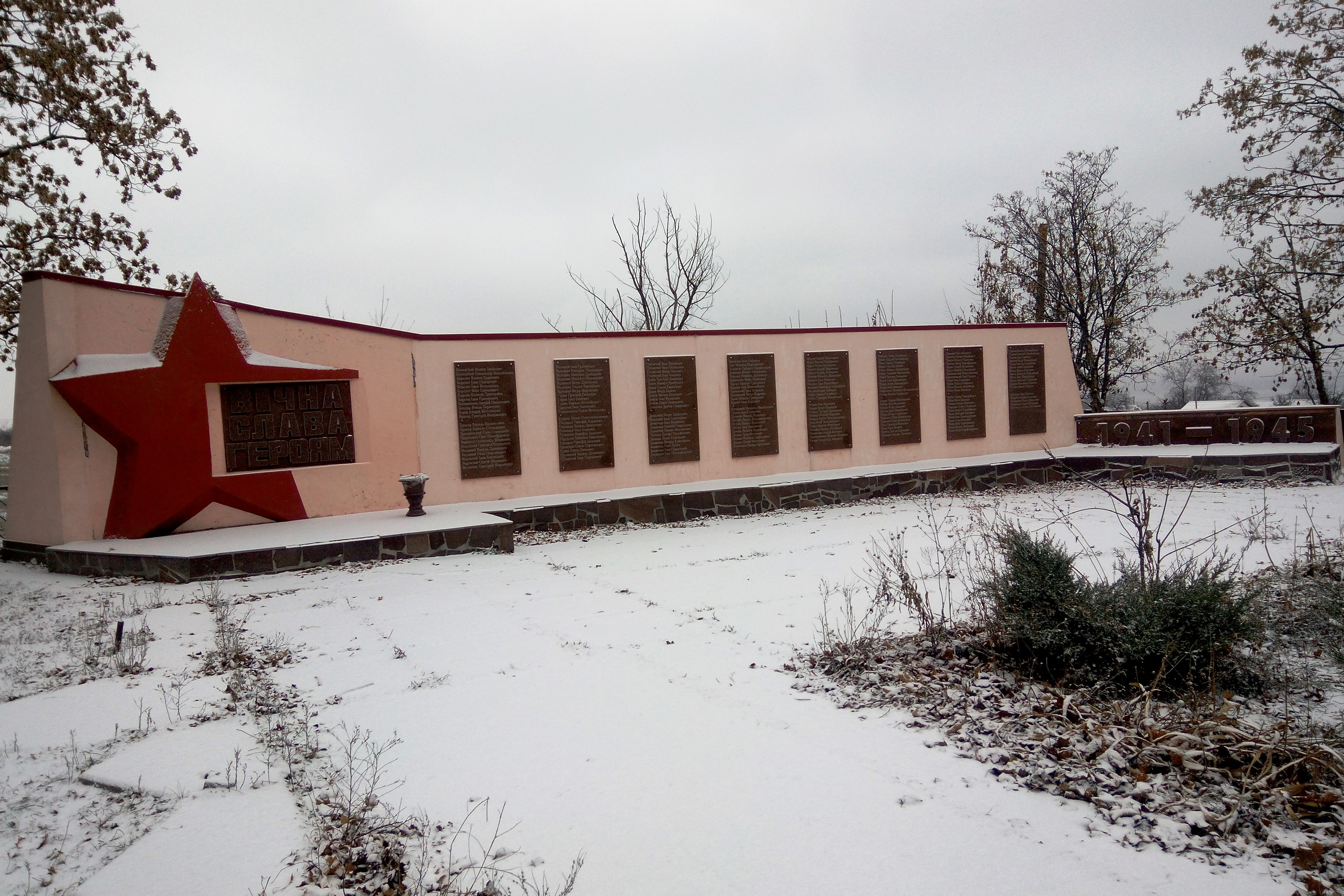
Меморіальний комплекс захисникам Вітчизни
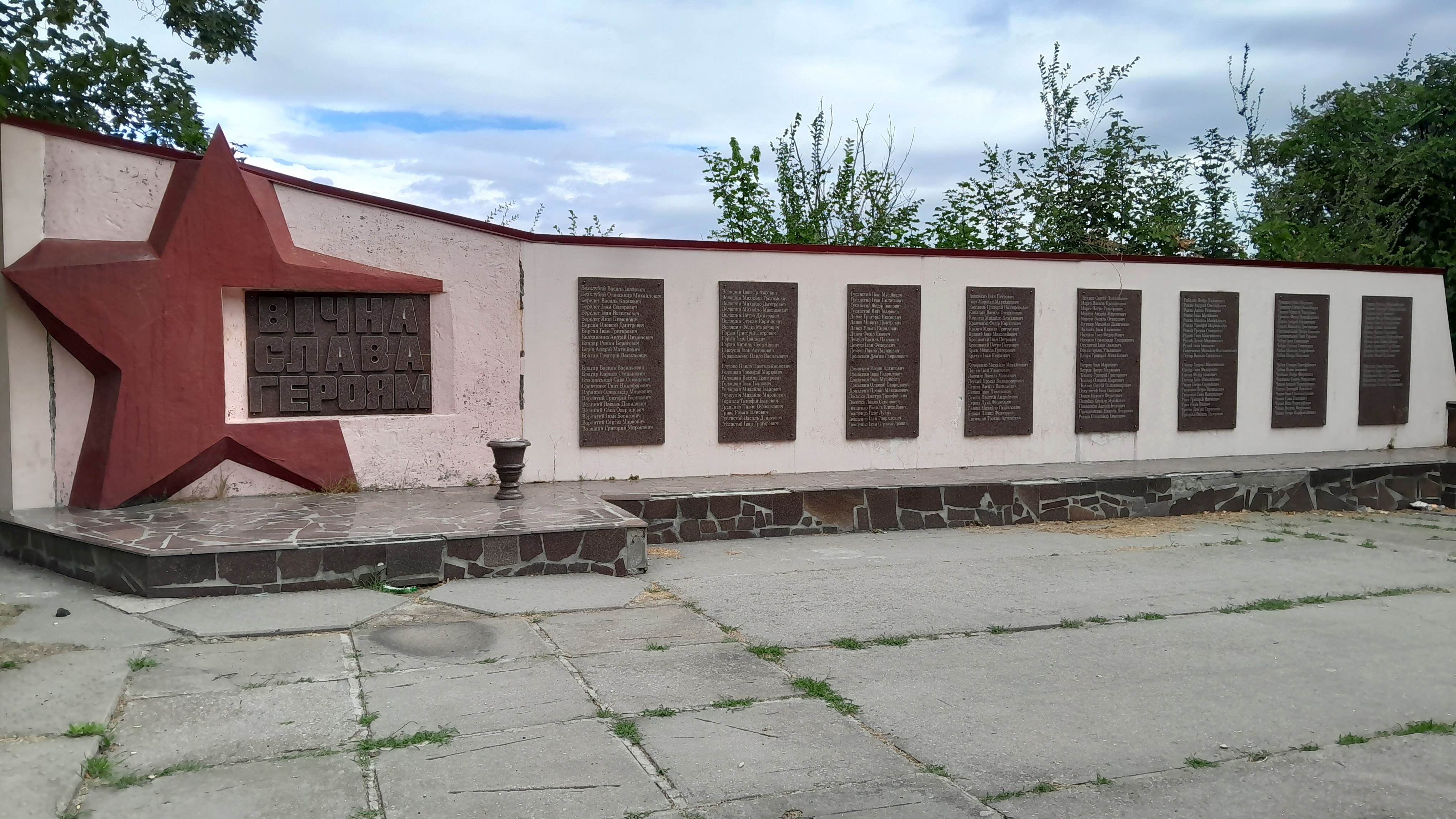
Волоське Меморіал 1941-1945
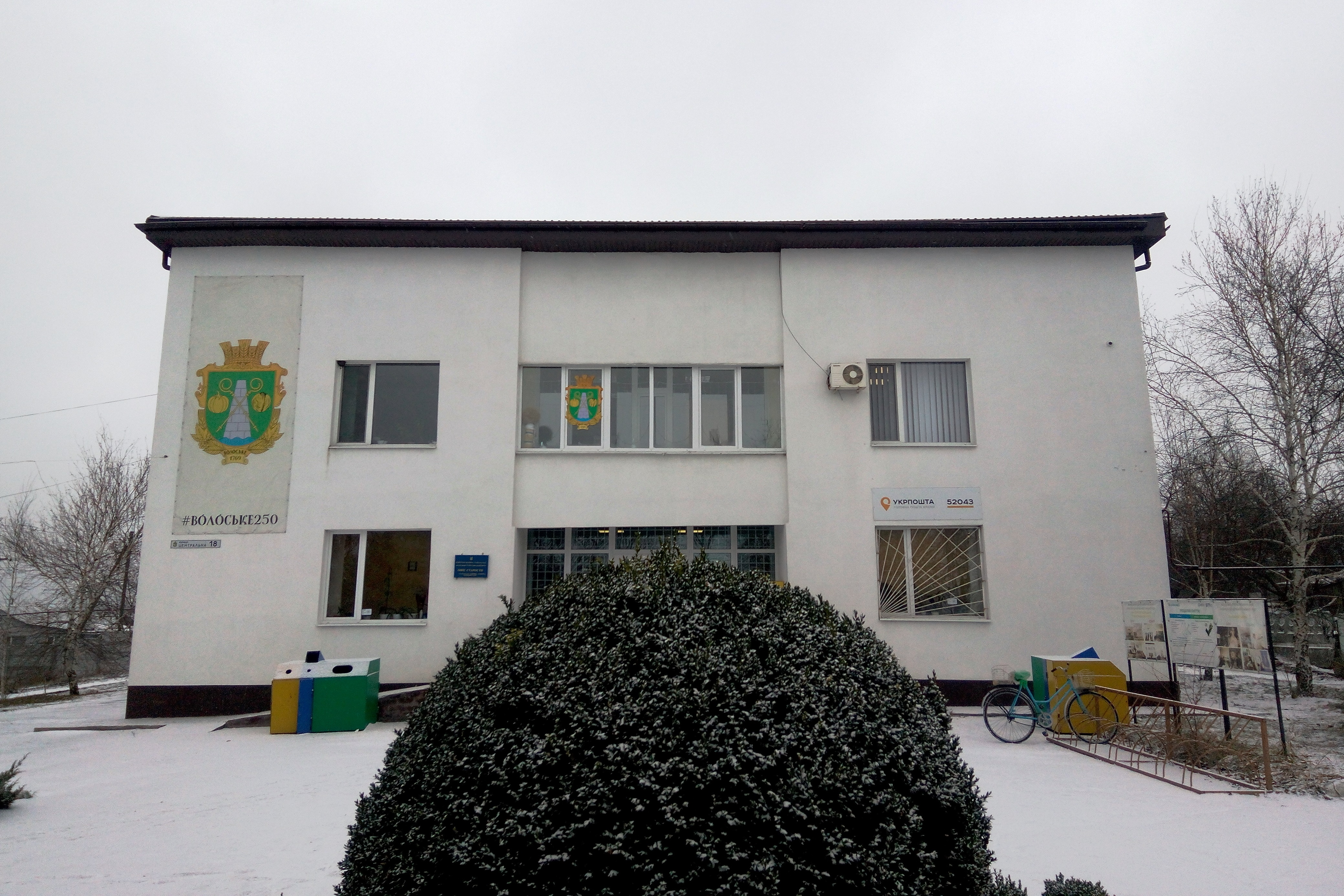
Офіс старости
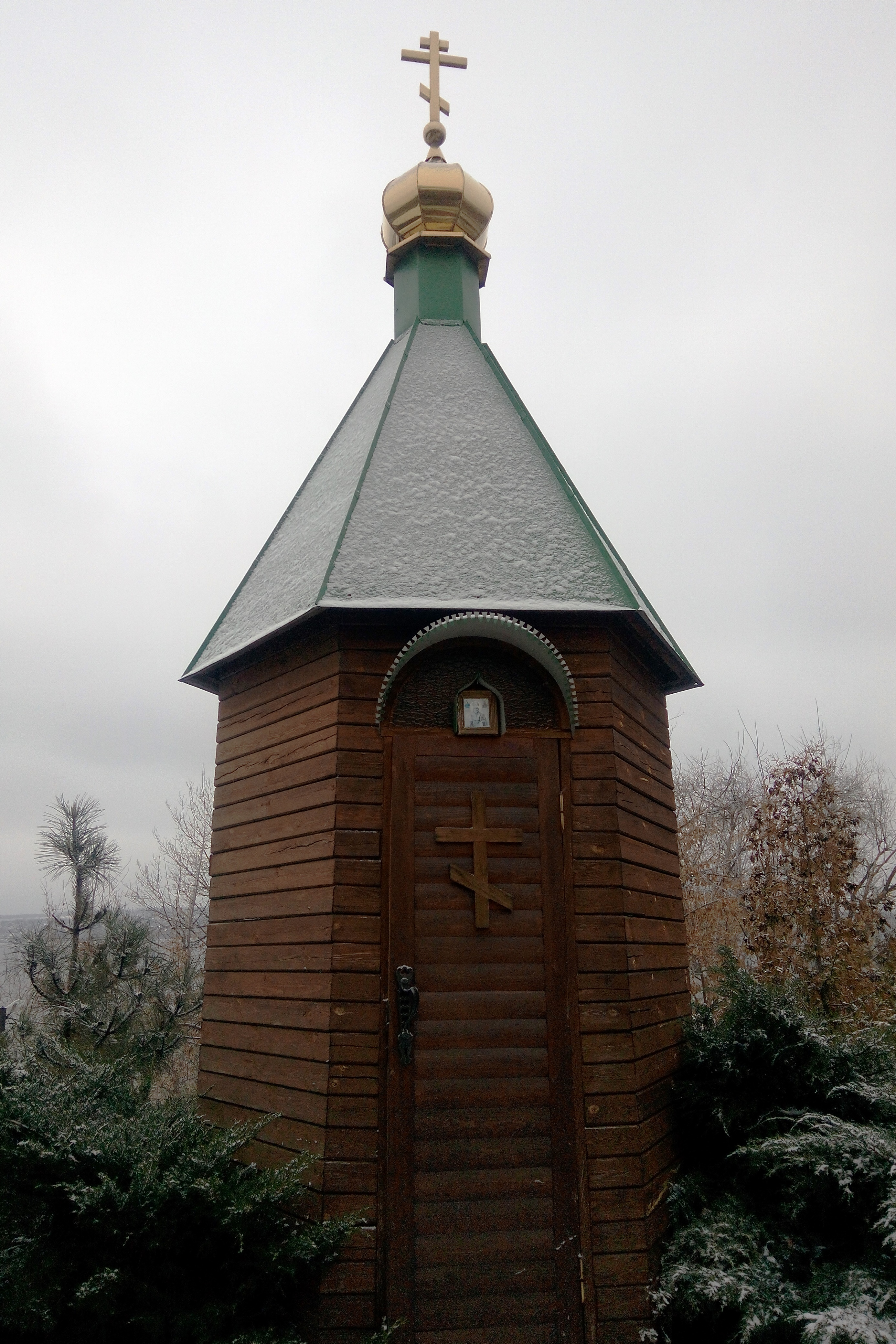
Каплиця святого Миколая
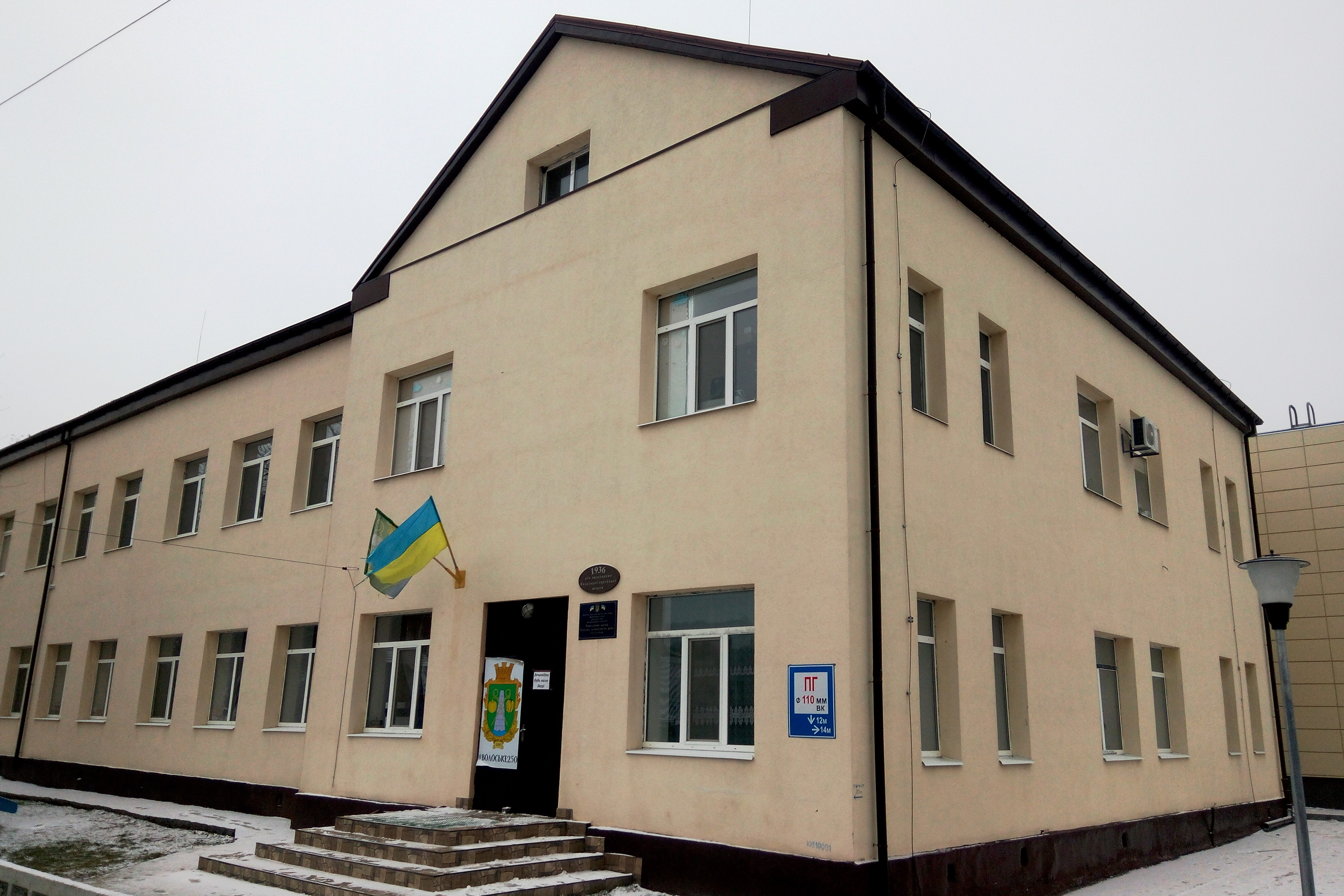
Середня загальноосвітня школа, заснована в 1936 році
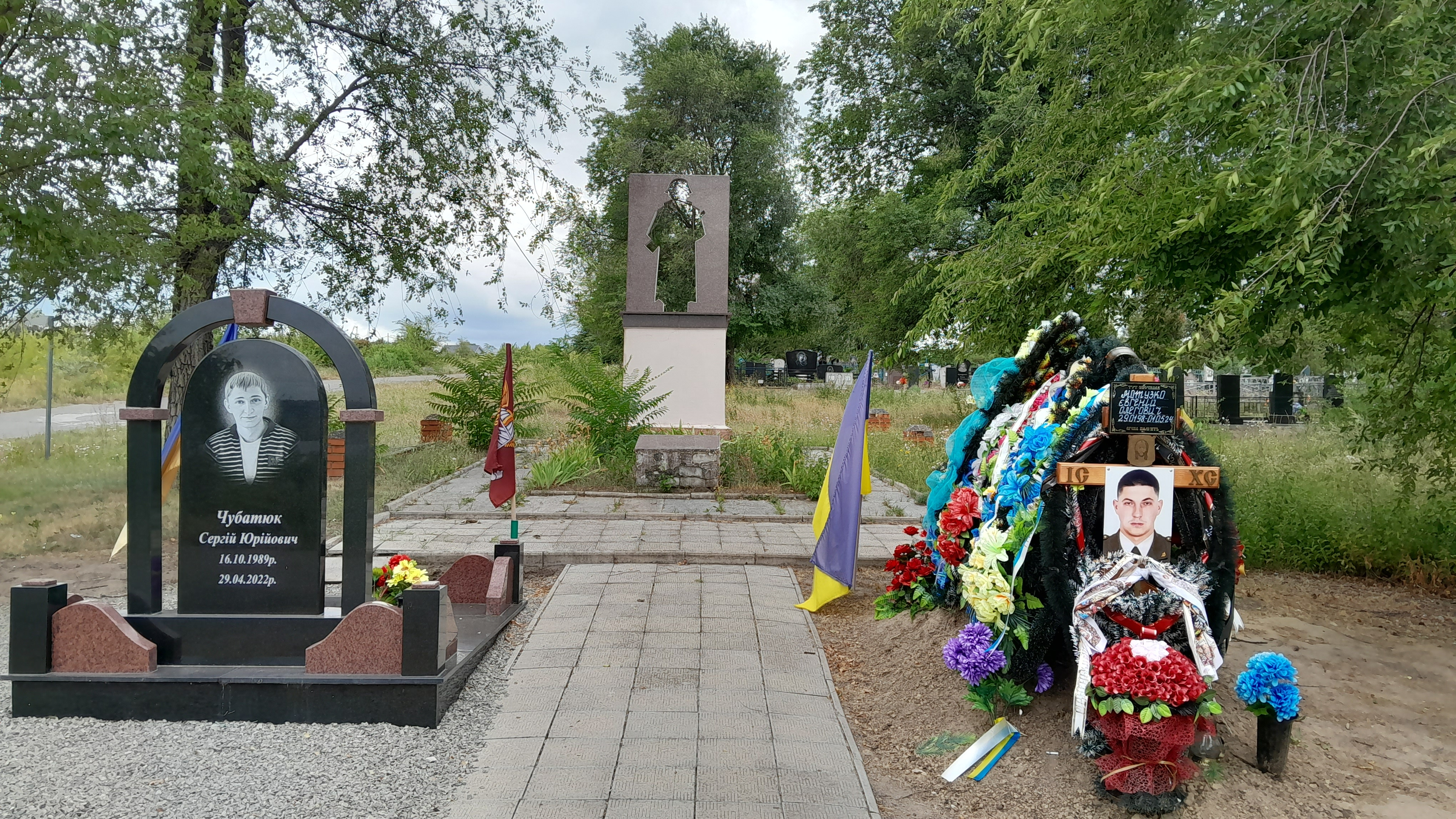
Волоське Кладовище
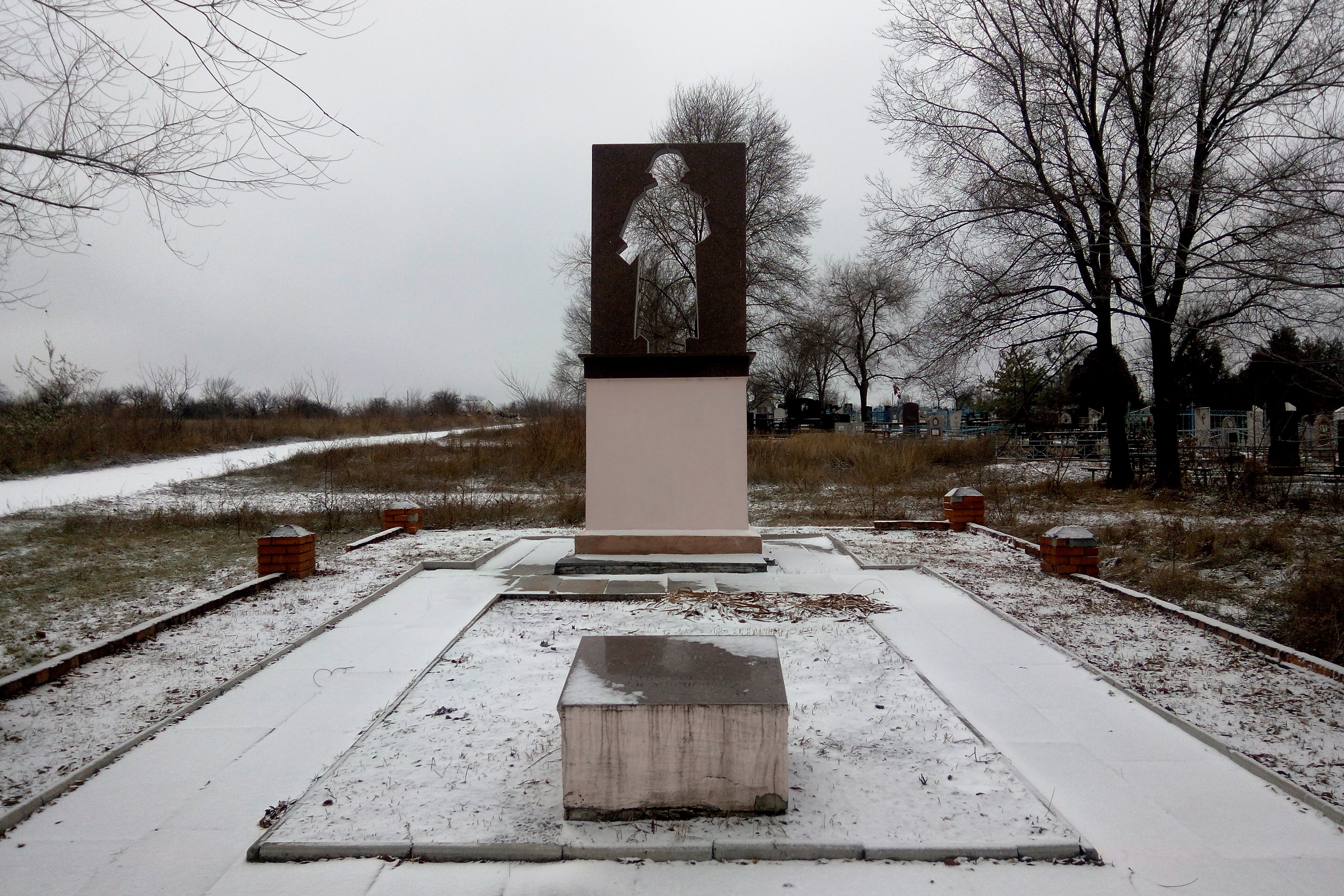
Братська могила часів Другої світової війни
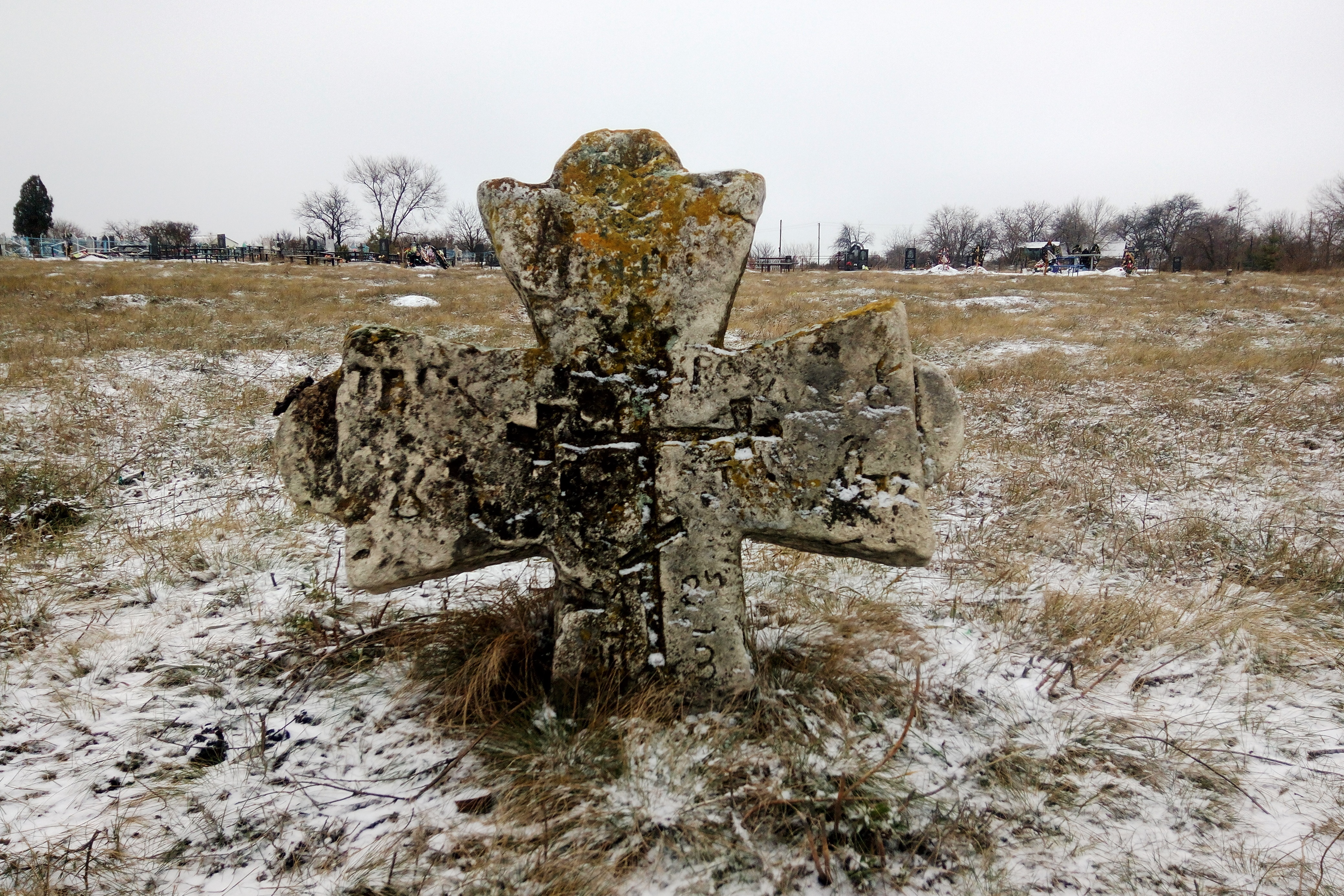
Австро-угорський кам'яний хрест на козацькому цвинтарі
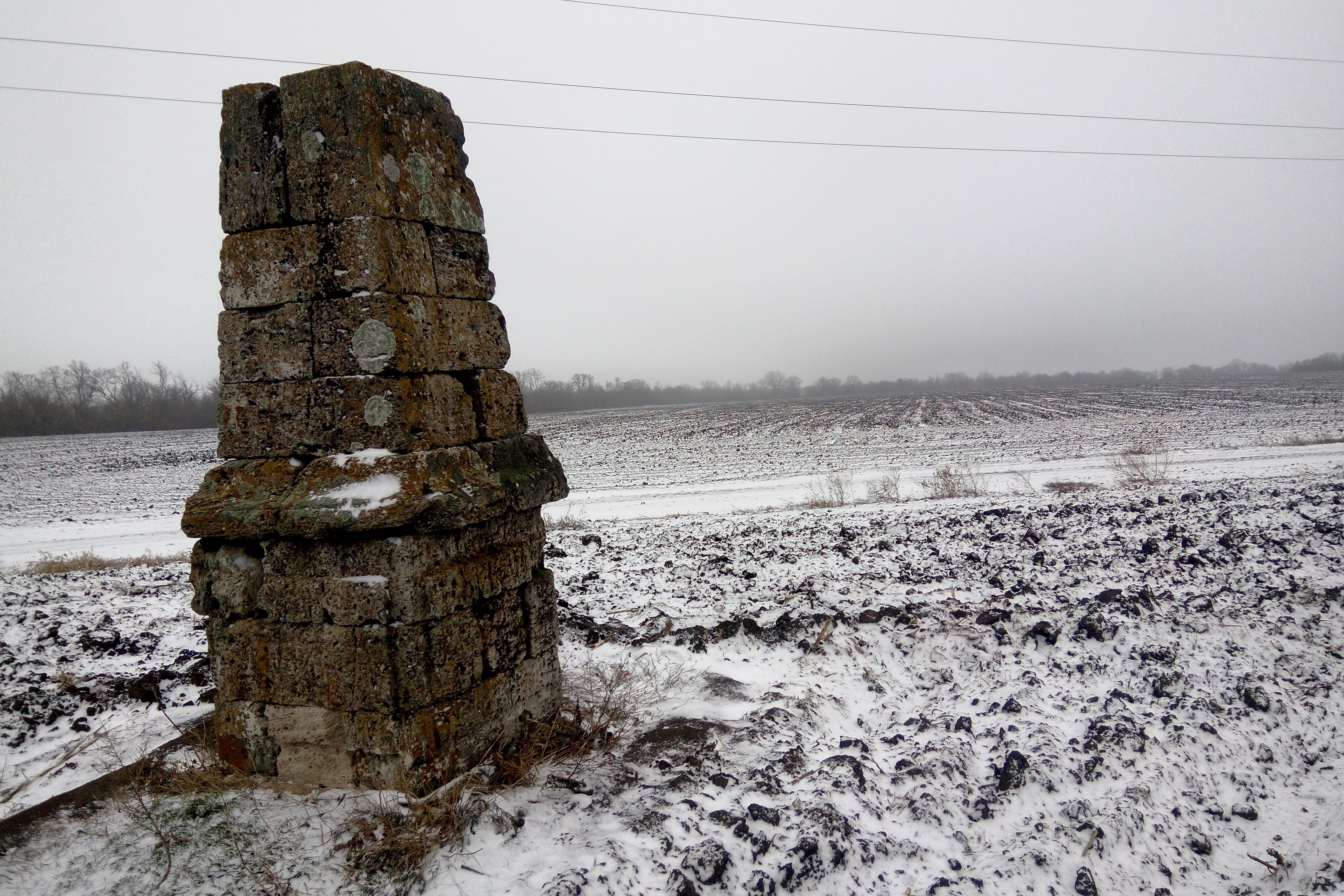
Волоська катеринівська миля
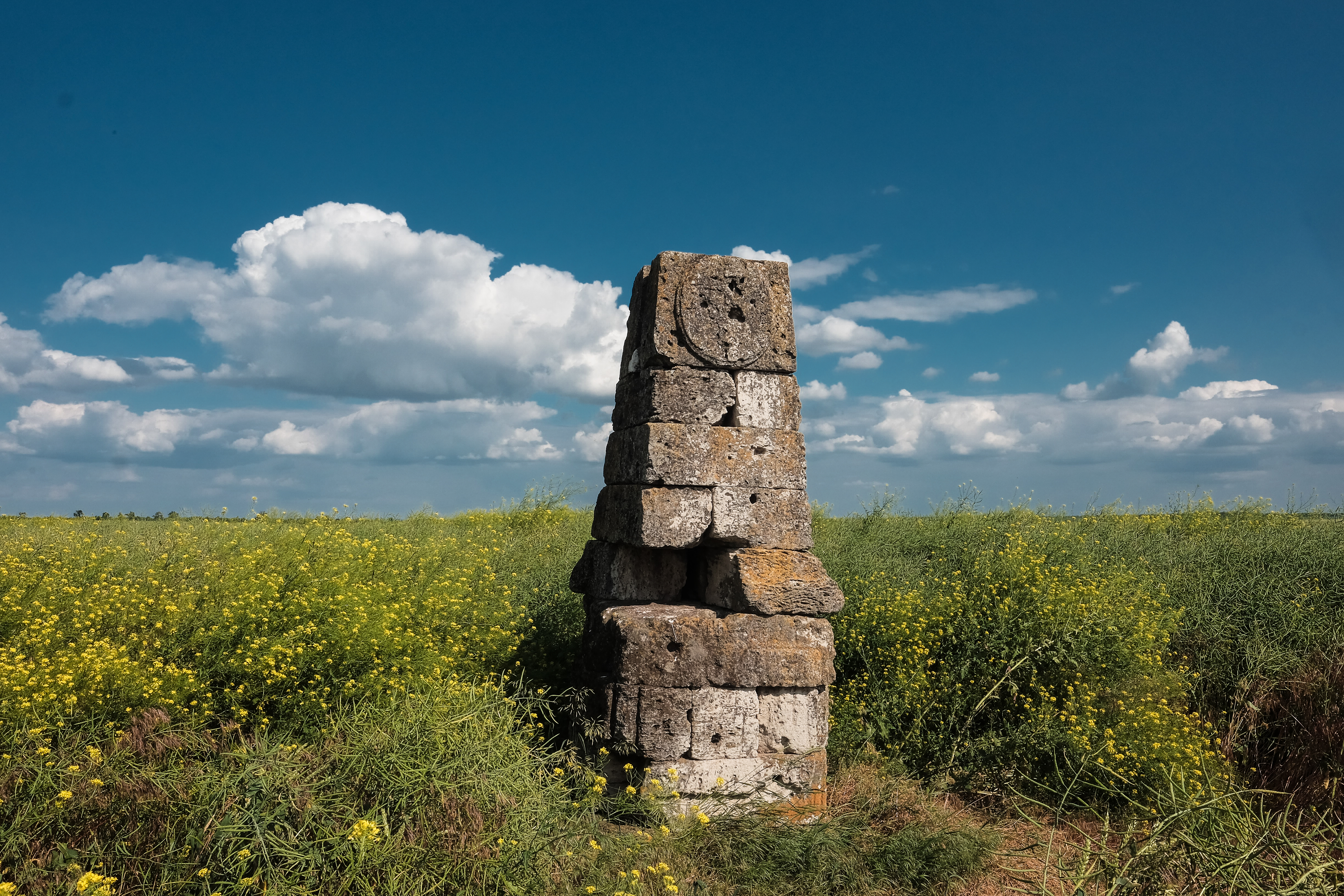
Волоська катеринівська миля

## Згадки у ЗМІ
- Я ВДОМА! Волоське, Рибальський півострів, Змієва печера, Стрільча скеля
- Гранітний кар’єр Волоське